# Paracanthon pereirai
Paracanthon pereirai là một loài bọ cánh cứng trong họ Bọ hung (Scarabaeidae).